# Olivier Revault d'Allonnes
Pour les articles homonymes, voir Revault d'Allonnes.
Olivier Revault d'Allonnes, né le 30 juillet 1923 à Paris 12e et mort le 6 mars 2009 à Tréguier, est un philosophe et esthéticien français.

## Biographie
Après l'agrégation, il soutient en 1972 une thèse de doctorat d'État sur la création artistique et devient maître de conférences, puis professeur à l'université Paris 1 Panthéon-Sorbonne. Il devient professeur émérite en 1989.
Il dirige la Revue d'esthétique et co-dirige, avec Mikel Dufrenne aux éditions 10/18  la collection « Esthétique » dans les années 1970. Il joue notamment un rôle important dans la diffusion et la reconnaissance de l'École de Francfort et surtout de l'œuvre de Theodor Adorno en France. 
Penseur sensible aux « avant-gardes » à l'originalité irréductible et singulière, son séminaire d'esthétique où se sont succédé des générations d'étudiants en philosophie (et auquel ont participé, parmi d'autres, Marc Jimenez, Jean-Marc Lachaud, Alain Milon ou Rainer Rochlitz) associait, à la confrontation directe aux œuvres — de Beethoven et Schoenberg, en particulier — la plus grande rigueur intellectuelle et un humour jamais en défaut.
Olivier Revault d'Allonnes est l'auteur d'ouvrages sur la musique et éditeur de textes des peintres Maurice Denis et Francis Picabia.

## Vie personnelle
Arrière-petit-fils d'Ernest Renan, fils du philosophe Gabriel Revault d'Allonnes et de la femme de lettres Henriette Psichari, frère du général Jean-Gabriel Revault d'Allonnes, ce philosophe à l'esprit de révolte chevillé au corps reprenait parfois à son compte le mot d'un penseur juif cité par Edmond Jabès : « Ne te soucie pas de ta trace. Tu es le seul à ne pouvoir l'effacer.». Il épouse en 1944 Claude Revault d'Allonnes, psychologue et universitaire, la philosophe Myriam Revault d'Allonnes est leur belle-fille.

## Citations
« La seule chose sur laquelle il ne faut jamais transiger ou reculer : le droit à l'intériorité… Écoutez couler le temps. »

— in Musiques : variations sur la pensée juive

## Décoration
- Médaille de la Résistance française avec rosette (décret du 24 avril 1946)[4]

## Ouvrages principaux
- Michel Foucault : les mots contre les choses, in "Structuralisme et marxisme", UGE, 10-18, 1970
- La création artistique et les promesses de la liberté, Klincksiek, 1973
- La Révolution sans modèle (avec François Châtelet, Gilles Lapouge), Mouton, 1974
- Xénakis. Les Polytopes, Balland, 1975
- Musiques. Variations sur la pensée juive, Christian Bourgois, 1979
- Plaisir à Beethoven, Christian Bourgois, 1982
- Aimer Schoenberg, Christian Bourgois, 1992
- L'Œuvre et le concept. Prétextes, Klincksieck, 1992